# اوا دخوده
اوا دخوده (آلمانی: Eva de Goede) زادهٔ ۲۳ مارس ۱۹۸۹ ‏(۳۵ سال)) یک بازیکن هاکی روی چمن اهل هلند است که در مسابقات المپیک در مجموع برندهٔ ۲ مدال طلا و ۱ مدال نقره تیمی کشور هلند شده‌است.